# バーニング (2018年の映画)
『バーニング』（バーニング げきじょうばん、朝: 버닝）は、イ・チャンドン監督による2018年公開の韓国のミステリ・ドラマ映画。95分の短縮版でテレビ放送された『特集ドラマ バーニング』と劇場公開された148分の『バーニング 劇場版』の2つのバージョンが存在する。村上春樹の短編小説『納屋を焼く』を原作としており、ユ・アイン、スティーヴン・ユァン、チョン・ジョンソらが出演。劇場版は第71回カンヌ国際映画祭のコンペティション部門で上映され、パルム・ドールを争った。第91回アカデミー賞外国語映画賞には韓国代表作として出品され、同国史上初めて最終選考9作品に残った。

## あらすじ
韓国の若者ジョンスは大学を卒業したものの職が無く、 バイトで食いつなぐ日々のうち、幼馴染の娘ヘミと出会った。街頭宣伝の踊り子だが、金を貯めてアフリカ旅行に行くと言うヘミ。留守中、飼っているボイルという名の猫の餌の世話を頼まれ、彼女のアパートを訪れたジョンスは、ヘミと関係を持った。
牛農家を営むジョンスの父親は意固地で暴力を振るい、母親は子供を置いて離婚していた。市役所の職員を殴って逮捕される父親。裁判の間、牛の世話で実家に戻り、父親の物騒なナイフのコレクションを見つけるジョンス。ヘミの部屋にも半月も通い、全く姿を見せないボイルの餌を用意して、部屋でオナニーをした。ジョンスには小説を書きたい思いがあるが、それはまだ漠然とした夢だった。
ヘミから帰国の連絡を受け、実家の汚いトラックで空港に迎えに行くジョンス。ヘミはナイロビで知り合った金持ちの韓国青年ベンと一緒だった。食事をした店まで高級車を運ばせ、ヘミを送って行くベン。
ベンとヘミに呼び出され、ベンの高級マンションで食事を振る舞われるジョンス。トイレを借りると、引き出しに、安っぽい女性のアクセサリーがいくつも収められていた。金持ちのベンが、なぜ貧しく孤独なヘミと付き合うのか疑問を抱くジョンス。
ジョンスの牛農家を訪ねて来るベンとヘミ。ヘミの家はすでに跡形もなく、幼い頃に落ちた水のない井戸もなかったという。ジョンスが助けてくれたと言うが、記憶がないジョンス。ベンが持ち込んだワインや食事を楽しみ、大麻を吸ったヘミはシャツを脱ぎ、胸を晒して踊りだした。
他人のビニールハウスを燃やすのが喜びだと語るベン。犯罪だが、2ヶ月に一度は石油をかけて燃やし、この近所には下見に来て、すぐ近くで燃やすと言う。ヘミを愛しているとベンに打ち明けるジョンス。たが、ヘミはベンの車で帰ってしまった。
翌日から村の周辺を執拗に巡るジョンス。だが、焼けたビニールハウスは存在しなかった。ヘミが全く電話に出ず、アパートもドアの暗証番号が変わって入れない。猫がいるからと大家に無理を言って開けさせると、乱雑だった部屋は奇妙なほど整頓され、猫の痕跡も消えていた。
ヘミと1ヶ月も音信不通が続き、ベンに連絡を取るジョンス。ベンは免税店の売り子と付き合っており、何も知らないという。ヘミの家族にも会いに行ったが、家族はヘミとは疎遠で、ヘミが落ちたという井戸も無かったという。トラックでベンの後を付け回し始めるジョンス。金持ちらしい行動とは別に、なぜか郊外の殺風景な湖を眺めに行くベン。離婚したジョンスの母親が突然、電話をかけて来て16年ぶりに会うと、ヘミの家の近くに井戸はあったと言う。
マンションの近くでベンに見つかり、部屋に招かれるジョンス。部屋には最近拾ったという猫がいた。トイレで引き出しを開けると、見覚えのあるヘミの腕時計が増えており、玄関から逃げた猫を追って「ボイル」と呼ぶと寄って来た。
謝罪文を書かず示談も拒否した父親は一年六ヶ月の実刑となり、家に一頭だけいた小さな雌牛も売り払うジョンス。ヘミの部屋に入り込んでセックスをする夢を見たジョンスは、彼女の部屋で小説を書き始めた。
辺鄙な場所にベンを呼び出し、いきなりナイフで刺し殺すジョンス。石油をかけて、ベンを高級車ごと焼き払い、返り血を浴びた服も焼いたジョンスは、全裸でトラックに乗り、立ち去って行った。

## キャスト
- イ・ジョンス - ユ・アイン
- ベン - スティーヴン・ユァン
- シン・ヘミ - チョン・ジョンソ（朝鮮語版）
- - チェ・スンホ
- - ムン・ソングン

## 製作
村上春樹の短編小説をアジアの映画監督が競作で映像化するプロジェクトの1つとして企画が進められた。当初は2016年11月に撮影開始予定であったが、村上と彼の作品の多くの権利を所有するNHKとの間で発生した版権問題により延期された。
本作は村上春樹の短編『納屋を焼く』を原作としているが、舞台を現在の韓国に移しており、ストーリーは大幅に異なっている。2016年10月、イ・チャンドン監督は釜山国際映画祭で「これは今日の世界の若者達についての物語だ。彼らがその人生と世界を考えるとき、それはミステリーのように感じるだろう」と述べた。2017年9月、スタジオは原作のモチーフのみがあると発表した。
2016年、カン・ドンウォンとユ・アインの出演が報じられたが、公式な発表はされなかった。2017年9月5日、ユ・アインがジョンス役を務めることが発表された。それから3日後、新人のチョン・ジョンソがジョンスの幼なじみで恋人のヘミ役に決定したことが報じられた。彼女は8月から始まっていたオーディションにより発掘された。9月20日、 スティーヴン・ユァンがベン役で加わったことが報じられた。
主要撮影は2017年9月11日に始まり、2018年1月30日に坡州市で完了した。

## 公開

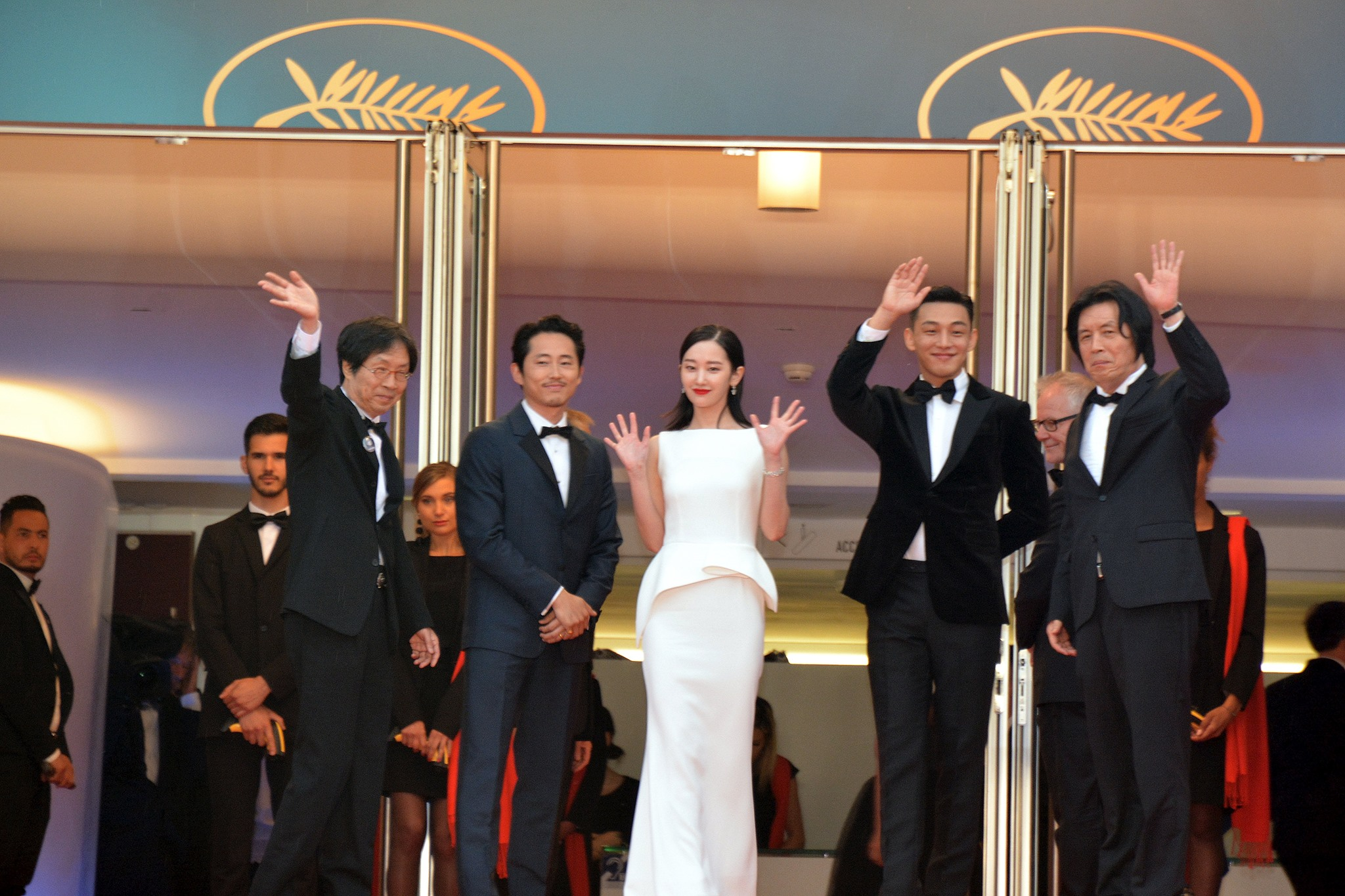
第71回カンヌ国際映画祭でのキャストと監督（2018年5月）。

イ・チャンドンの8年ぶりの新作映画である本作は第71回カンヌ国際映画祭のコンペティション部門にエントリーされた
。イ・チャンドンの『シークレット・サンシャイン』（2007年）と『ポエトリー アグネスの詩』（2010年）もカンヌ国際映画祭コンペティション部門でプレミア上映されていた。
映画はカンヌ国際映画祭のマルシェ・ドゥ・フィルムで香港、中国、台湾、シンガポール、イギリス、日本、オーストラリア、ニュージーランド、スペイン、ギリシャ、ポーランド、トルコなど100カ国・地域以上に配給権が売却された。
韓国では2018年5月17日に封切られた。
日本では2018年12月2日にNHK BS4K、12月29日にNHK総合で日本語吹替による95分の短縮版が『特集ドラマ バーニング』の邦題で放送された。その後、2019年2月1日に日本語字幕による全長版が『バーニング 劇場版』の邦題で劇場公開され、全長版の原語版と日本語吹替版を収録したソフトが同年8月7日に発売された。
以下は日本語吹替を担当した声優。
| 役名         | 俳優                 | 日本語吹替 | 日本語吹替   |
| 役名         | 俳優                 | NHK BS4K版 | ソフト版     |
| ------------ | -------------------- | ---------- | ------------ |
| イ・ジョンス | ユ・アイン           | 柄本時生   | 岸尾だいすけ |
| ベン         | スティーヴン・ユァン | 萩原聖人   | 遊佐浩二     |
| シン・ヘミ   | チョン・ジョンソ     | 高梨臨     | 逢沢ゆりか   |
| 町内会長     | チョン・チャンオク   | 佐々木省三 | 山本兼平     |
| ジョンスの母 | パン・ヘラ           | -          | 今泉葉子     |

## 評価

### 批評家の反応
レビュー・アグリゲーターのRotten Tomatoesでは117件のレビューに基づいて支持率は94%、平均点は8.7/10となった。Metacriticでは36件のレビューに基づいて加重平均値は90/100と示された。

### 興行収入
韓国では初日に5万2324人を動員したが、これは『デッドプール2』（24万8904人）に次いで2位であった。初週末では22万717人を動員して3位となった。累計動員数は52万8168人に達した。

### その他
第44代アメリカ合衆国大統領のバラク・オバマは2018年に観たお気に入りの映画15本に今作を選んだ。